# NK Sesvetski Kraljevec
NK Sesvetski Kraljevec je nogometni klub iz Sesvetskog Kraljevca. Natječe se u 4. NL NS Zagreb.

## Povijest

### Povijest nogometnog kluba
Povijest započinje u srpnju 1946. godine, kad se osniva „Fiskulturni aktiv” –„Naša krila”, što je bio početak aktivnog igranja nogometa u Sesvetskom Kraljevcu, a igralo se na raznim lokacijama. Godine 1949. radnici „Centralne mašinske radionice”, kasnijeg Končara osnivaju Nogometni klub „Nafta”, koji 1952. mijenja ime u NK „Tunt”, a 1958. godine u NK „Vatrogasac”. Športsko društvo „Budućnost” osnovano je 1961. godine, u njemu su se igrali nogomet, šah, kuglanje, automoto, i sl. Isto športsko društvo 1992. godine mijenja ime u NK „Končar – Transistem”, a 1995. godine u NK „Sesvetski Kraljevec”, pod kojim djeluje i danas.

### Povijest igrališta
Godine 1949. izgrađeno je nogometno igralište na lokaciji Štibrenska ulica Ulica I. Politea, na zemljišno knjižnoj čestici br. 1237 (nova br. 5898). Kao glavno igralište korišteno je do 1964, godine, a nakon toga kao pomoćno igralište i igralište za utakmice mladeži i veterana. Isto igralište je 12. ožujka 2001. godine prodano na dražbi te je novi vlasnik postala  „Strojna obrada metala DIP” u Sesvetskom Kraljevcu. Godine 1964. izgrađeno je novo igralište u ulici Ive Politea 40, na katastarskoj čestici br. 1238 (nova br. 5990/1). Uoči Univerzijade u Zagrebu, novcem SFK–a i Mjesne zajednice, igralište i prostorije generalno su uređeni. Igralište sa zgradom (svlačionice, tuševi, sanitarije, kotlovnica, kuglana, ugostiteljski lokal i ostale prostorije. 1999. godine opet je prodano na dražbi privatnoj osobi, koja je klubu dragovoljno i bez ikakve naknade, ustupila na korištenje nogometno igralište s pratećim sadržajima. Novi vlasnik uložio je mnogo novca i imao je namjeru izgraditi športsko rekreacijski centar te proširiti sportsku djelatnost, no kako nije naišao na podršku i zainteresiranost šire zajednice, od svega je odustao. 
Grad Zagreb 2003. godine pronalazi rješenje; otkupljuje igralište i objekte te ih daje na korištenje Klubu. Od tada klub počinje nesmetano djelovati te se bira nova uprava koja počinje s radom u vrlo teškim uvjetima. Objekt i igralište bili su u vrlo lošem stanju, pa su se morali srušiti. Zahvaljujući velikom entuzijazmu Uprave i ostalih članova zajednice krenuli su se stvarati uvjeti za normalan rad. Uređeno je ponovno napravljeno pet svlačionica; obojeno je pročelje objekta; urešen je i opremljen klupski kafić te niz drugih radova na objektu. 
Godine 2006. Grad Zagreb prepoznaje rad i trud u klubu te na već pripremljeni teren, ulaže u izgradnju zemljišta s umjetnom travom dimenzije 64 X 45 m, na kojem se danas igraju utakmice i treniraju ekipe mlađe dobi. 
Zbog lošeg stanja na velikom igralištu, 2007. godine Grad Zagreb ulaže u izgradnju velikog igrališta s umjetnom travom dimenzija 108 X 68 m te su time riješeni svi problemi odigravanja utakmica i treninga u bilo koje vrijeme. Teren je otvoren na slavlju 60 godina kluba utakmicom protiv GNK Dinama pred oko 4 do 5 tisuća gledatelja. Rezultat je bila 8:1 pobjeda Dinama. Strijelci su bili: Šokota (2), Pokrivač (2), Sammir, Mikić, Tomić i Pandev, dok je počasni pogodak za Kraljevčane postigao Jandroković.

## Klub danas
Trenutno klub broji više od 350 registriranih igrača u 14 kategorija, a oformljena je i Otvorena škola kao i dvije selekcije djevojčica. Momčadi se natječu u službenim natjecanjima HNS-a i ZNS-a uz redovno sudjelovanje na domaćim i internacionalnim turnirima. Od izdojenih turnira vrijedi spomenuti sudjelovanje na Šampion Junior kupu u Sarajevu, BiH gdje je škola nogometa nastupila s preko 100 igrača u 11 ekipa.